# ドゥアルテ・トルガル
ドゥアルテ・トルガル（Duarte Torgal、1997年12月23日 - ）は、ラグビー・ヨーロッパ・スーパーカップ、ルシタノスXVに所属するラグビーユニオン選手。

## プロフィール
- ポルトガル出身[1]。
- ポジションはロック(LO)。
- 身長 191cm、体重 110kg
- U20ポルトガル代表に選ばれたことがある[2]。
- ポルトガル代表キャップは25（2024年12月現在）でラグビーワールドカップ2023のポルトガル代表に選ばれた[3]。

## 略歴
2021年、ルシタノスに加入。